# Heart of Steel
Heart of Steel (englisch für „Herz aus Stahl“) ist ein Lied der ukrainischen Gruppe Tvorchi. Es wurde von Andrij Huzuljak getextet und von Jeffry Kenny komponiert. Mit dem Titel vertrat die Gruppe die Ukraine beim Eurovision Song Contest 2023 in Liverpool.

## Hintergrund
Mitte November 2022 wurde bekanntgegeben, dass die Gruppe Tvorchi am Finale des Widbir 2023 teilnehmen würde. Anfang Dezember wurde deren Wettbewerbsbeitrag Heart of Steel mitsamt den anderen teilnehmenden Beiträgen veröffentlicht. Die Show am 17. Dezember konnte die Gruppe mit 19 Punkten für sich entscheiden.
Die Musik zum Titel sei im Frühjahr 2022 unter dem Eindruck der Einkesselung des Asow-Hüttenwerkes geschrieben worden. Der Text sei schon vorher entstanden.

## Inhaltliches
Laut den Interpreten gehe es im Lied darum, trotz aller Hoffnungslosigkeit ein „Herz aus Stahl“ in der Brust zu tragen und nach vorne zu blicken. Man solle immer bis zum Ende gehen, egal wie schwierig eine Situation für Jemanden werde.

## Veröffentlichung
Die Single erschien als Musikstream am 9. Dezember 2022 im Eigenverlag. Am 23. Dezember wurde eine EP mit demselben Namen und drei weiteren Titeln veröffentlicht. Ebenfalls am 9. Dezember wurde das zugehörige Musikvideo veröffentlicht. Es entstand unter der Leitung von Ruslan Machow.

## Beim Eurovision Song Contest
Die Ukraine nahm mit dem Titel am 67. Eurovision Song Contest teil, der vom 9. bis 13. Mai 2023 stattfand. Als Gewinner des Vorjahres war das Land bereits für das Finale gesetzt. Dort belegte es den sechsten Platz.

## Rezeption
Felix Bayer vom Spiegel beschreibt den Titel als „trotzigen Electro-R&B-Song“. Marc Mühlenbrock vom WDR schreibt, der Text des Refrains klinge nach „Widerstand“, aber sei „zu allgemein, um den Song insgesamt als politisch zu bezeichnen“.

## Chartplatzierungen
| ChartsChartplatzierungen     | Höchstplatzierung | Wochen |
| ---------------------------- | ----------------- | ------ |
| Vereinigtes Königreich (OCC) | 95 (1 Wo.)        | 1      |